# Shiki (Saitama)
Pour les articles homonymes, voir Shiki.
Shiki (志木市, Shiki-shi) est une ville située dans la préfecture de Saitama, au Japon.

## Géographie

### Situation
Shiki est située dans le sud de la préfecture de Saitama. 

### Démographie
En 2010, la population de la ville de Shiki était de 70 753 habitants répartis sur une superficie de 9,06 km2. Au 1er septembre 2022, elle était de 76 414 habitants.

### Climat
Shiki a un climat subtropical humide caractérisé par des étés chauds et des hivers frais avec peu ou pas de chutes de neige. La température moyenne annuelle à Shiki est de 15,0 °C. La pluviométrie annuelle moyenne est de 1 428 mm, septembre étant le mois le plus humide.

### Hydrographie
La ville est bordée par le fleuve Ara au nord-est.

## Histoire
La région de Shiki s'est développée à partir de la période Edo en tant que port fluvial reliant la partie nord du Kantō à Edo. Le bourg moderne de Shiki a été créé le 1er avril 1889. Shiki a fusionné avec le village voisin de Muraoka le 3 mai 1955, devenant le bourg d'Adachi. Adachi a été élevée au statut de ville le 26 octobre 1970 et a repris le nom de Shiki.

## Transports
La ville est desservie par la ligne Tōjō de la compagnie Tōbu.

## Jumelages
Shiki est jumelée avec Washington Court House aux États-Unis.